# David Charles Jones
David Charles Jones (ur. 9 lipca 1921 w Aberdeen w stanie Dakota Południowa, zm. 10 sierpnia 2013 w Potomac Falls w stanie Wirginia) – amerykański generał, szef sztabu Sił Powietrznych Stanów Zjednoczonych (1974–1978), przewodniczący Kolegium Połączonych Szefów Sztabów (1978–1982).